# Полтавский сельсовет (Ставропольский край)
Полтавский сельсовет — упразднённое муниципальное образование в составе Курского района Ставропольского края России.
Административный центр — село Полтавское

## География
Сельское поселение находится в центральной части Курского района. И граничит практически со всеми сельсоветами района.

## История
С 16 марта 2020 года, в соответствии с Законом Ставропольского края от 31 января 2020 г. № 9-кз, все муниципальные образования Курского муниципального района были преобразованы путём их объединения в единое муниципальное образование Курский муниципальный округ.

## Население
| 1989  | 2002  | 2010  | 2011  | 2012  | 2013  | 2014  |
| ----- | ----- | ----- | ----- | ----- | ----- | ----- |
| 4462  | ↗5813 | ↗7175 | →7175 | ↘7133 | ↘7080 | ↗7111 |
| 2015  | 2016  | 2017  | 2018  | 2019  | 2020  |       |
| ↗7171 | ↗7192 | ↗7365 | ↗7389 | ↘7370 | ↘7350 |       |

### Национальный состав
Согласно итогам Всероссийской переписи населения 2010 года:
| №  | Национальность | Численность, чел. | Доля   |
| -- | -------------- | ----------------- | ------ |
| 1  | русские        | 4 063             | 56,6 % |
| 2  | даргинцы       | 932               | 13,0 % |
| 3  | чеченцы        | 384               | 5,4 %  |
| 4  | аварцы         | 357               | 5,0 %  |
| 5  | кумыки         | 240               | 3,3 %  |
| 6  | армяне         | 223               | 3,1 %  |
| 7  | кабардинцы     | 158               | 2,2 %  |
| 8  | грузины        | 154               | 2,1 %  |
| 9  | осетины        | 134               | 1,9 %  |
| 10 | другие         | 530               | 7,4 %  |

## Населенные пункты
На территории сельского поселения находятся 8 населенных пунктов:
1. село Полтавское
2. хутор Дыдымкин
3. посёлок Ага-Батыр
4. хутор Привольный
5. хутор Кировский
6. хутор Моздокский
7. хутор Тарский
8. хутор Новоивановский